# فرشاد جانفزا
فرشاد جانفزا (زادهٔ ۲۵ دی ۱۳۷۱) در باغ‌ملک، بازیکن فوتبال اهل ایران است.